# Labarthe-Rivière
Pour les articles homonymes, voir Labarthe et Rivière.
Labarthe-Rivière est une commune française située dans l'ouest du département de la Haute-Garonne, en région Occitanie.
Sur le plan historique et culturel, la commune est dans le pays de Comminges, correspondant à l’ancien comté de Comminges, circonscription de la province de Gascogne située sur les départements actuels du Gers, de la Haute-Garonne, des Hautes-Pyrénées et de l'Ariège. Exposée à un climat océanique altéré, elle est drainée par la Garonne, Canal de Camon, le Rieutord et par divers autres petits cours d'eau. La commune possède un patrimoine naturel remarquable : un site Natura 2000 (« Garonne, Ariège, Hers, Salat, Pique et Neste »), un espace protégé (« la Garonne, l'Ariège, l'Hers Vif et le Salat ») et quatre zones naturelles d'intérêt écologique, faunistique et floristique.
Labarthe-Rivière est une commune rurale qui compte 1 287 habitants en 2022, après avoir connu une forte hausse de la population depuis 1975. Elle fait partie de l'aire d'attraction de Saint-Gaudens. Ses habitants sont appelés les Bartains ou  Bartaines.
Le patrimoine architectural de la commune comprend un immeuble protégé au titre des monuments historiques : la Touraque dite aussi  pile romaine, classée en 1905 (note 59). Elle fait partie de l'ensemble des piles funéraires gallo-romaines du Sud-Ouest de la France.

## Géographie

### Localisation
La commune de Labarthe-Rivière se trouve dans le département de la Haute-Garonne, en région Occitanie.
Elle se situe à 85 km à vol d'oiseau de Toulouse, préfecture du département, et à 5 km de Saint-Gaudens, sous-préfecture.
Les communes les plus proches sont : 
Martres-de-Rivière (2,5 km), Ardiège (2,7 km), Valentine (3,1 km), Cier-de-Rivière (3,7 km), Aspret-Sarrat (3,9 km), Clarac (4,2 km), Bordes-de-Rivière (4,3 km), Pointis-de-Rivière (4,5 km).
Sur le plan historique et culturel, Labarthe-Rivière fait partie du pays de Comminges, correspondant à l’ancien comté de Comminges, circonscription de la province de Gascogne située sur les départements actuels du Gers, de la Haute-Garonne, des Hautes-Pyrénées et de l'Ariège.
Labarthe-Rivière est limitrophe de sept autres communes.
Les communes limitrophes sont Clarac, Ardiège, Aspret-Sarrat, Bordes-de-Rivière, Martres-de-Rivière, Pointis-de-Rivière, Sauveterre-de-Comminges, Valentine et Villeneuve-de-Rivière.
| Pointis-de-Rivière | Bordes-de-Rivière       | Villeneuve-de-Rivière |
| Martres-de-Rivière | Labarthe-Rivière        | Valentine             |
| Ardiège            | Sauveterre-de-Comminges | Aspret-Sarrat         |

### Géologie et relief
La superficie de la commune est de 1 365 hectares ; son altitude varie de 373  à   710 mètres.

### Hydrographie

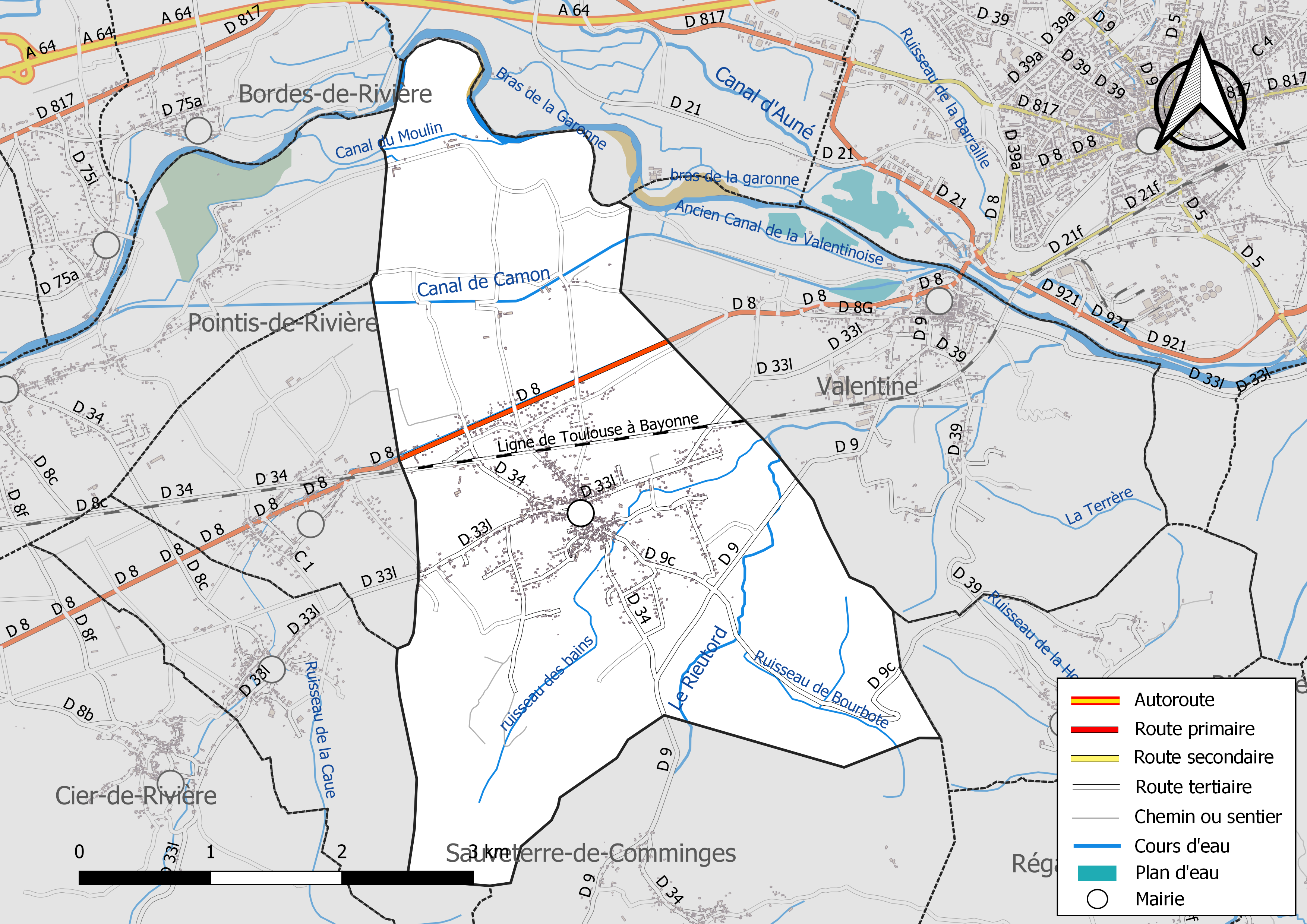
Réseaux hydrographique et routier de Labarthe-Rivière.

La commune est dans le bassin de la Garonne, au sein du bassin hydrographique Adour-Garonne. Elle est drainée par la Garonne, Canal de Camon, le Rieutord, un bras de la Garonne, Canal du Moulin, le ruisseau de Bourbote, le ruisseau des bains et par divers petits cours d'eau, constituant un réseau hydrographique de 15 km de longueur totale,.
La Garonne est un fleuve principalement français prenant sa source en Espagne et qui coule sur 529 km avant de se jeter dans l’océan Atlantique.

### Climat
Pour des articles plus généraux, voir Climat de l'Occitanie et Climat de la Haute-Garonne.
En 2010, le climat de la commune est de type climat océanique altéré, selon une étude s'appuyant sur une série de données couvrant la période 1971-2000. En 2020, Météo-France publie une typologie des climats de la France métropolitaine dans laquelle la commune est exposée à un climat de montagne ou de marges de montagne et est dans la région climatique Pyrénées centrales, caractérisée par une pluviométrie annuelle de 1 000 à 1 200 mm.
Pour la période 1971-2000, la température annuelle moyenne est de 12 °C, avec une amplitude thermique annuelle de 14,9 °C. Le cumul annuel moyen de précipitations est de 949 mm, avec 9,3 jours de précipitations en janvier et 6,7 jours en juillet. Pour la période 1991-2020, la température moyenne annuelle observée sur la station météorologique la plus proche, située sur la commune de Clarac à 4 km à vol d'oiseau, est de 12,5 °C et le cumul annuel moyen de précipitations est de 804,9 mm,. Pour l'avenir, les paramètres climatiques de la commune estimés pour 2050 selon différents scénarios d'émission de gaz à effet de serre sont consultables sur un site dédié publié par Météo-France en novembre 2022.

### Milieux naturels et biodiversité

#### Espaces protégés
La protection réglementaire est le mode d’intervention le plus fort pour préserver des espaces naturels remarquables et leur biodiversité associée,.
Un  espace protégé est présent sur la commune : 
« la Garonne, l'Ariège, l'Hers Vif et le Salat », objet d'un arrêté de protection de biotope, d'une superficie de 1 658,7 ha.

#### Réseau Natura 2000

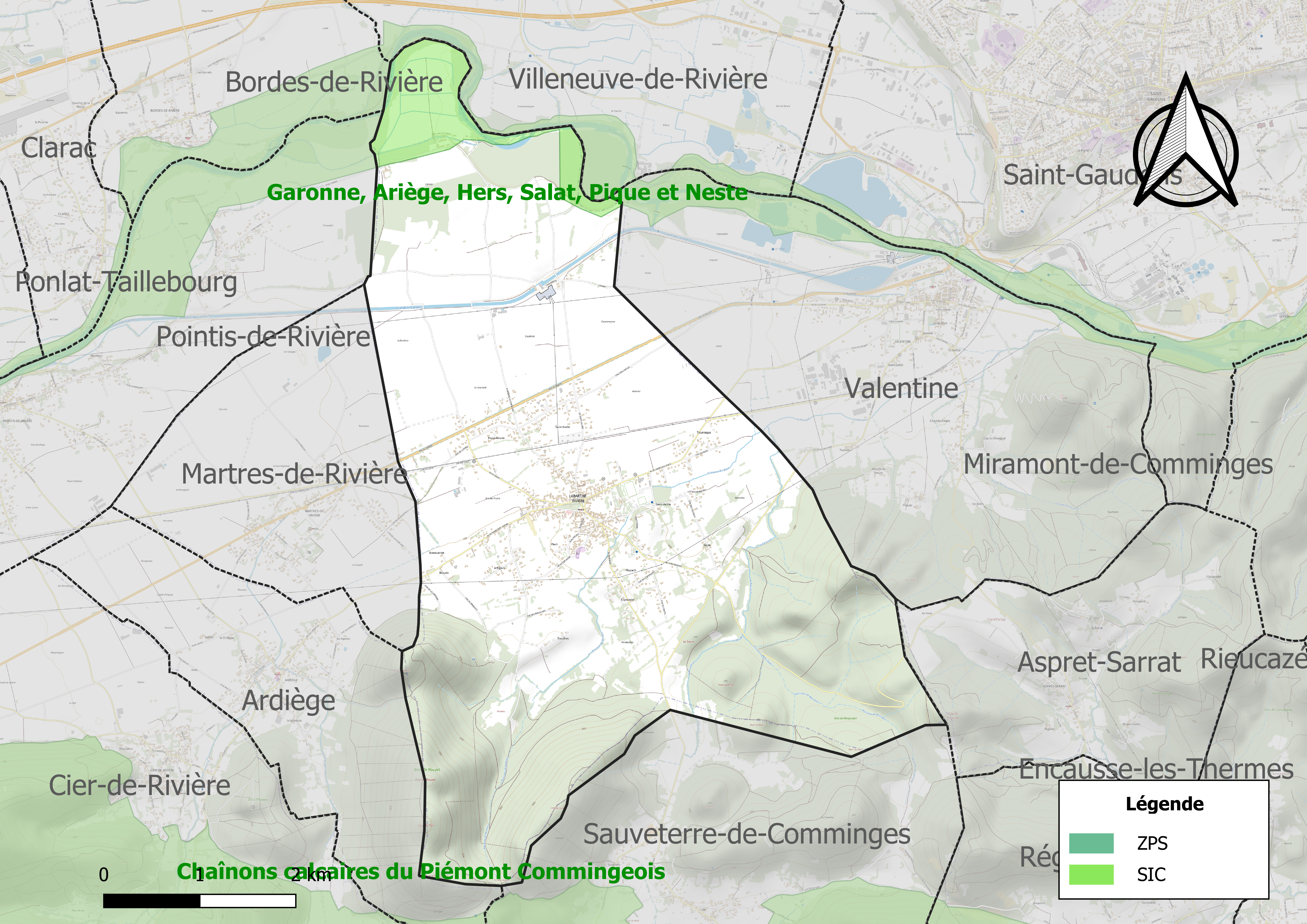
Site Natura 2000 sur le territoire communal.

Le réseau Natura 2000 est un réseau écologique européen de sites naturels d'intérêt écologique élaboré à partir des directives habitats et oiseaux, constitué de zones spéciales de conservation (ZSC) et de zones de protection spéciale (ZPS).
Un site Natura 2000 a été défini sur la commune au titre de la directive habitats : « Garonne, Ariège, Hers, Salat, Pique et Neste », d'une superficie de 9 581 ha, un réseau hydrographique pour les poissons migrateurs (zones de frayères actives et potentielles importantes pour le Saumon en particulier qui fait l'objet d'alevinages réguliers et dont des adultes atteignent déjà Foix sur l'Ariège.

#### Zones naturelles d'intérêt écologique, faunistique et floristique

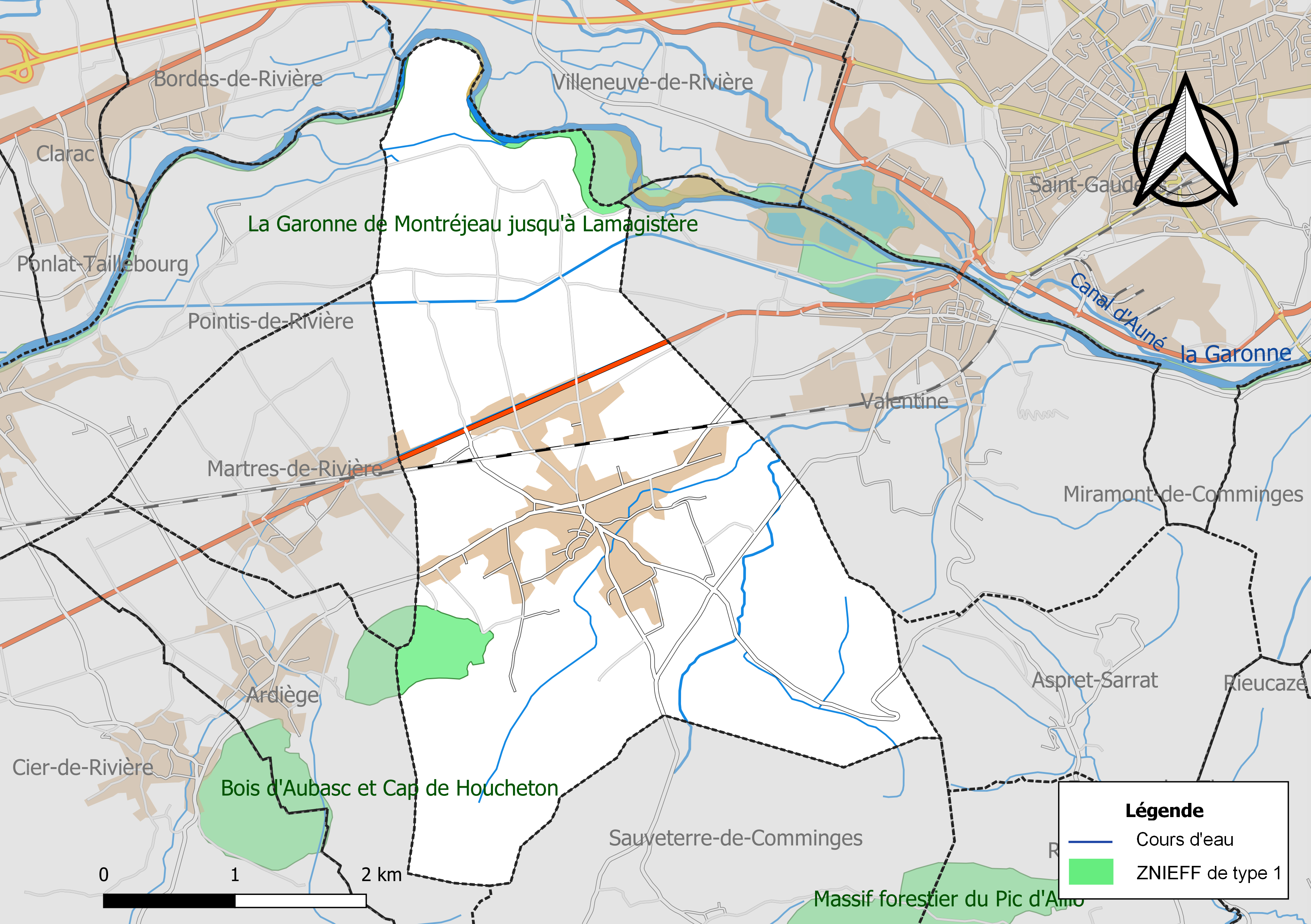
Carte des ZNIEFF de type 1 localisées sur la commune.

L’inventaire des zones naturelles d'intérêt écologique, faunistique et floristique (ZNIEFF) a pour objectif de réaliser une couverture des zones les plus intéressantes sur le plan écologique, essentiellement dans la perspective d’améliorer la connaissance du patrimoine naturel national et de fournir aux différents décideurs un outil d’aide à la prise en compte de l’environnement dans l’aménagement du territoire.
Deux ZNIEFF de type 1 sont recensées sur la commune :
les « bois d'Aubasc et cap de Houcheton » (135 ha), couvrant 4 communes du département et 
« la Garonne de Montréjeau jusqu'à Lamagistère » (5 075 ha), couvrant 92 communes dont 63 dans la Haute-Garonne, trois en Lot-et-Garonne et 26 en Tarn-et-Garonne
et deux ZNIEFF de type 2, : 
- « la Garonne et milieux riverains, en aval de Montréjeau » (6 874 ha), couvrant 93 communes dont 64 dans la Haute-Garonne, trois en Lot-et-Garonne et 26 en Tarn-et-Garonne[26] ;
- le « piémont calcaire commingeois et bassin de Sauveterre » (8 553 ha), couvrant 26 communes du département[27].

## Urbanisme

### Typologie
Au 1er janvier 2024, Labarthe-Rivière est catégorisée commune rurale à habitat dispersé, selon la nouvelle grille communale de densité à sept niveaux définie par l'Insee en 2022.
Elle est située hors unité urbaine. Par ailleurs la commune fait partie de l'aire d'attraction de Saint-Gaudens, dont elle est une commune de la couronne,. Cette aire, qui regroupe 85 communes, est catégorisée dans les aires de moins de 50 000 habitants,.

### Occupation des sols
L'occupation des sols de la commune, telle qu'elle ressort de la base de données européenne d’occupation biophysique des sols Corine Land Cover (CLC), est marquée par l'importance des territoires agricoles (53,1 % en 2018), en diminution par rapport à 1990 (57,2 %). La répartition détaillée en 2018 est la suivante : 
forêts (35,5 %), terres arables (22,3 %), prairies (21,3 %), zones urbanisées (11,4 %), zones agricoles hétérogènes (9,5 %). L'évolution de l’occupation des sols de la commune et de ses infrastructures peut être observée sur les différentes représentations cartographiques du territoire : la carte de Cassini (XVIIIe siècle), la carte d'état-major (1820-1866) et les cartes ou photos aériennes de l'IGN pour la période actuelle (1950 à aujourd'hui).

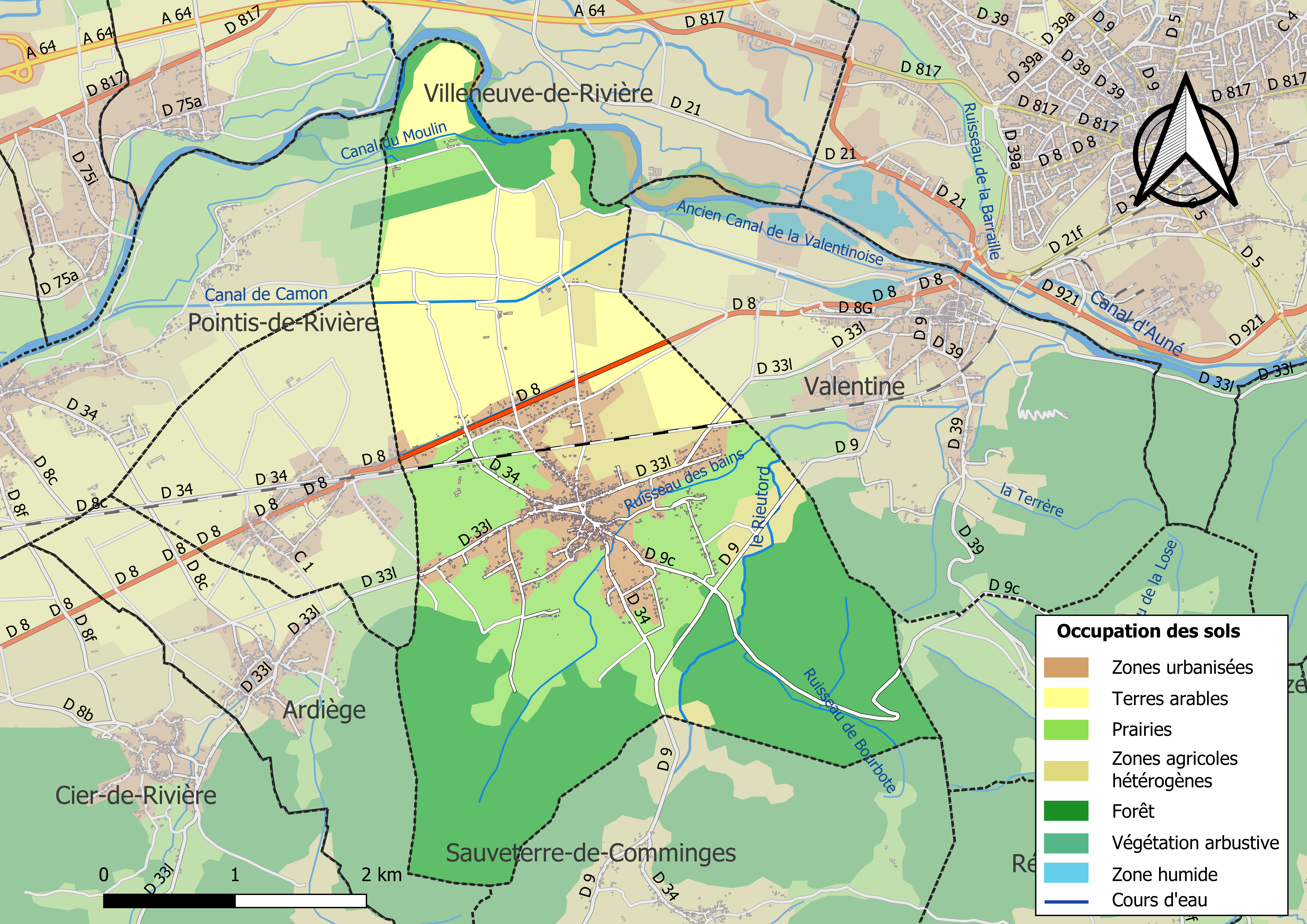
Carte des infrastructures et de l'occupation des sols de la commune en 2018 (CLC).

### Voies de communication et transports
Accès par l'autoroute A64 sortie no 18 ou sortie no 17 et avec le réseau Arc-en-ciel ainsi qu'en gare de Saint-Gaudens.

### Risques majeurs
Le territoire de la commune de Labarthe-Rivière est vulnérable à différents aléas naturels : météorologiques (tempête, orage, neige, grand froid, canicule ou sécheresse), inondations, feux de forêts et séisme (sismicité modérée). Il est également exposé à un risque technologique, la rupture d'un barrage, et à un risque particulier : le risque de radon. Un site publié par le BRGM permet d'évaluer simplement et rapidement les risques d'un bien localisé soit par son adresse soit par le numéro de sa parcelle.

#### Risques naturels
Certaines parties du territoire communal sont susceptibles d’être affectées par le risque d’inondation par débordement de cours d'eau, notamment la Garonne. La commune a été reconnue en état de catastrophe naturelle au titre des dommages causés par les inondations et coulées de boue survenues en 1982, 1999, 2007, 2009 et 2022,.
Un plan départemental de protection des forêts contre les incendies a été approuvé par arrêté préfectoral du 25 septembre 2006. Labarthe-Rivière est exposée au risque de feu de forêt du fait de la présence sur son territoire du massif des piémonts des Pyrénées. Il est ainsi défendu aux propriétaires de la commune et à leurs ayants droit de porter ou d’allumer du feu dans l'intérieur et à une distance de 200 mètres des bois, forêts, plantations, reboisements ainsi que des landes. L’écobuage est également interdit, ainsi que les feux de type méchouis et barbecues, à l’exception de ceux prévus dans des installations fixes (non situées sous couvert d'arbres) constituant une dépendance d'habitation,

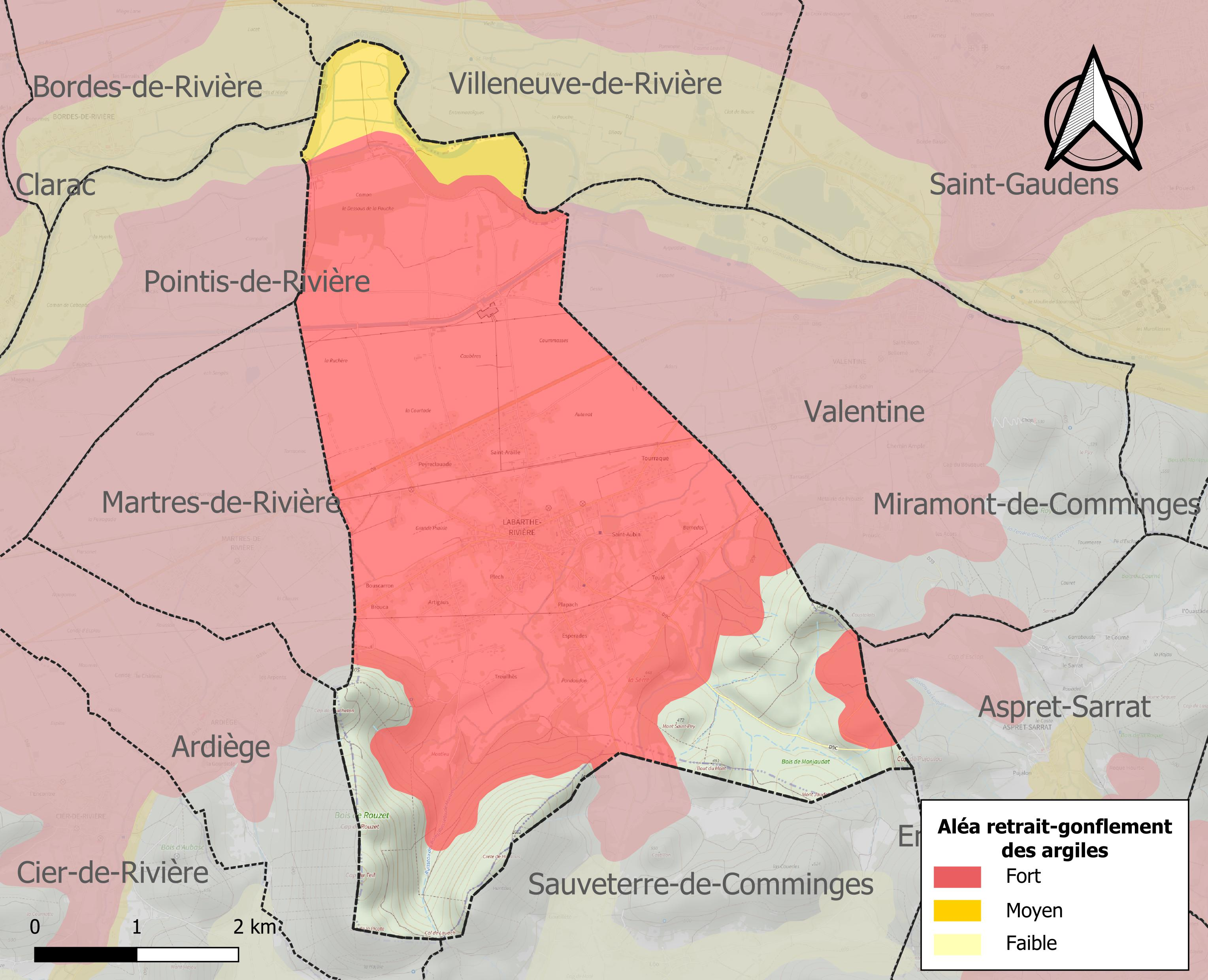
Carte des zones d'aléa retrait-gonflement des sols argileux de Labarthe-Rivière.

Le retrait-gonflement des sols argileux est susceptible d'engendrer des dommages importants aux bâtiments en cas d’alternance de périodes de sécheresse et de pluie. 81,6 % de la superficie communale est en aléa moyen ou fort (88,8 % au niveau départemental et 48,5 % au niveau national). Sur les 693 bâtiments dénombrés sur la commune en 2019, 693 sont en aléa moyen ou fort, soit 100 %, à comparer aux 98 % au niveau départemental et 54 % au niveau national. Une cartographie de l'exposition du territoire national au retrait gonflement des sols argileux est disponible sur le site du BRGM,.
Par ailleurs, afin de mieux appréhender le risque d’affaissement de terrain, l'inventaire national des cavités souterraines permet de localiser celles situées sur la commune.
Concernant les mouvements de terrains, la commune a été reconnue en état de catastrophe naturelle au titre des dommages causés par la sécheresse en 1989, 1994, 2002, 2003 et 2019 et par des mouvements de terrain en 1999.

#### Risques technologiques
La commune est en outre située en aval des barrages du Portillon, de Cap de Long (Hautes-Pyrénées) et de l'Oule (Hautes-Pyrénées). À ce titre elle est susceptible d’être touchée par l’onde de submersion consécutive à la rupture d'un de ces ouvrages.

#### Risque particulier
Dans plusieurs parties du territoire national, le radon, accumulé dans certains logements ou autres locaux, peut constituer une source significative d’exposition de la population aux rayonnements ionisants. Certaines communes du département sont concernées par le risque radon à un niveau plus ou moins élevé. Selon la classification de 2018, la commune de Labarthe-Rivière est classée en zone 2, à savoir zone à potentiel radon faible mais sur lesquelles des facteurs géologiques particuliers peuvent faciliter le transfert du radon vers les bâtiments.

## Toponymie
Le village se nommait « Labarthe Rivière » en 1793 puis pris le nom de « La Burthe-Rivière » en 1801.
Labarthe rivière existait déjà à l'époque de Napoléon.
Le nom Labarthe vient de l'occitan bart ou bardaou, qui signifie bas-fonds humides en bordure de cours d’eau.
Rivière signifie la plaine de la Garonne entre Montréjeau et Saint-Gaudens.

## Politique et administration

### Administration municipale
Le nombre d'habitants au recensement de 2011 étant compris entre 500 et 1 499 habitants, le nombre de membres du conseil municipal pour l'élection de 2014 est de quinze,.

### Rattachements administratifs et électoraux
Commune faisant partie de la huitième circonscription de la Haute-Garonne, de la communauté de communes Cœur et Coteaux de Comminges et du canton de Saint-Gaudens. Avant le 1er janvier 2017, Labarthe-Rivière faisait partie de la communauté de communes du Saint-Gaudinois.
La commune est également membre du SIVOM de Saint-Gaudens Montréjeau Aspet Magnoac.

### Liste des maires

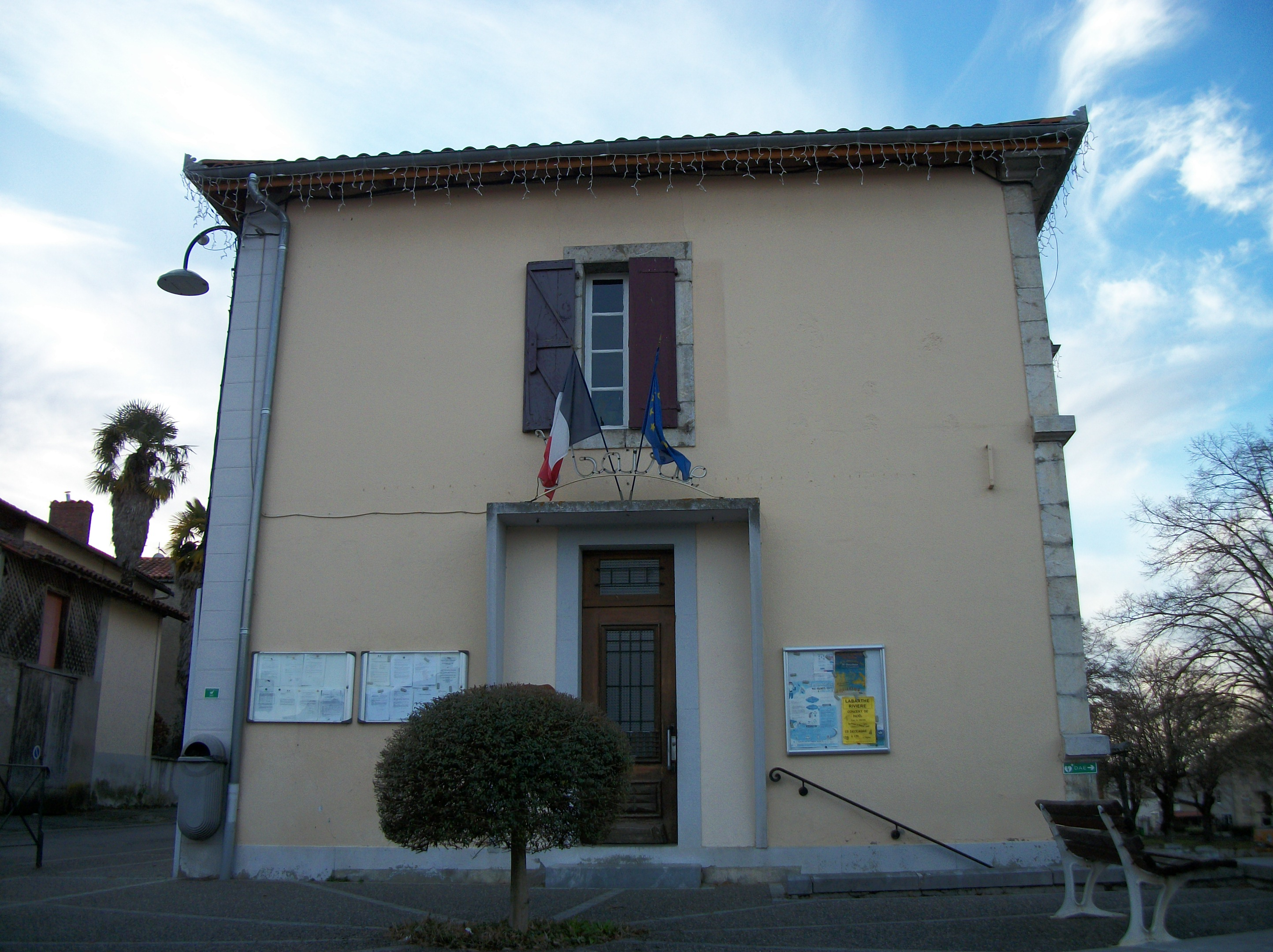
La mairie

| Période                                  | Période  | Identité      | Étiquette | Qualité                  |
| ---------------------------------------- | -------- | ------------- | --------- | ------------------------ |
| mars 1977                                | 2014     | Arsène Dupuy  | DVG       |                          |
| 2014                                     | En cours | Claire Vougny | DVG       | sans profession déclarée |
| Les données manquantes sont à compléter. |          |               |           |                          |

## Population et société

### Démographie
| 1793  | 1800  | 1806  | 1821  | 1831  | 1836  | 1841  | 1846  | 1851  |
| ----- | ----- | ----- | ----- | ----- | ----- | ----- | ----- | ----- |
| 1 303 | 1 319 | 1 312 | 1 373 | 1 558 | 1 652 | 1 689 | 1 728 | 1 728 |

| 1856  | 1861  | 1866  | 1872  | 1876  | 1881  | 1886  | 1891  | 1896  |
| ----- | ----- | ----- | ----- | ----- | ----- | ----- | ----- | ----- |
| 1 716 | 1 695 | 1 714 | 1 531 | 1 502 | 1 359 | 1 512 | 1 440 | 1 359 |

| 1901  | 1906  | 1911  | 1921 | 1926 | 1931  | 1936 | 1946 | 1954 |
| ----- | ----- | ----- | ---- | ---- | ----- | ---- | ---- | ---- |
| 1 315 | 1 174 | 1 139 | 986  | 939  | 1 055 | 829  | 829  | 810  |

| 1962 | 1968  | 1975  | 1982  | 1990  | 1999  | 2004  | 2006  | 2009  |
| ---- | ----- | ----- | ----- | ----- | ----- | ----- | ----- | ----- |
| 896  | 1 000 | 1 177 | 1 195 | 1 198 | 1 152 | 1 229 | 1 277 | 1 351 |

| 2014  | 2019  | 2022  | - | - | - | - | - | - |
| ----- | ----- | ----- | - | - | - | - | - | - |
| 1 350 | 1 303 | 1 287 | - | - | - | - | - | - |

| selon la population municipale des années : | 1968 | 1975 | 1982 | 1990 | 1999 | 2006 | 2009 | 2013 |
| Rang de la commune dans le département      | 66   | 81   | 90   | 104  | 127  | 131  | 128  | 131  |
| Nombre de communes du département           | 592  | 582  | 586  | 588  | 588  | 588  | 589  | 589  |

### Enseignement
Labarthe-Rivière fait partie de l'académie de Toulouse.
L'éducation est assurée sur la commune par un groupe scolaire : maternelle et primaire qui compte une centaine d'élèves dans 6 classes (2 de maternelle et 4 en élémentaire).

### Culture et festivité
Comité des fêtes, foyer rural, fête locale dernier dimanche d'Août,

### Activités sportives
Club de pétanque de Labarthe-Rivière, club de VTT, club de tennis club de football, gymnastique volontaire.

## Économie

### Revenus
En 2018  (données Insee publiées en septembre 2021), la commune compte 597 ménages fiscaux, regroupant 1 325 personnes. La médiane du revenu disponible par unité de consommation est de 21 280 € (23 140 € dans le département).

### Emploi
|                | 2008  | 2013  | 2018  |
| -------------- | ----- | ----- | ----- |
| Commune        | 6 %   | 7,6 % | 8,4 % |
| Département    | 7,7 % | 9,6 % | 9,3 % |
| France entière | 8,3 % | 10 %  | 10 %  |

En 2018, la population âgée de 15 à 64 ans s'élève à 726 personnes, parmi lesquelles on compte 75,2 % d'actifs (66,9 % ayant un emploi et 8,4 % de chômeurs) et 24,8 % d'inactifs,. Depuis 2008, le taux de chômage communal (au sens du recensement) des 15-64 ans est inférieur à celui de la France et du département.
La commune fait partie de la couronne de l'aire d'attraction de Saint-Gaudens, du fait qu'au moins 15 % des actifs travaillent dans le pôle,. Elle compte 163 emplois en 2018, contre 167 en 2013 et 153 en 2008. Le nombre d'actifs ayant un emploi résidant dans la commune est de 496, soit un indicateur de concentration d'emploi de 32,9 % et un taux d'activité parmi les 15 ans ou plus de 49,3 %.
Sur ces 496 actifs de 15 ans ou plus ayant un emploi, 66 travaillent dans la commune, soit 13 % des habitants. Pour se rendre au travail, 93,9 % des habitants utilisent un véhicule personnel ou de fonction à quatre roues, 1,2 % les transports en commun, 1,8 % s'y rendent en deux-roues, à vélo ou à pied et 3,1 % n'ont pas besoin de transport (travail au domicile).

### Activités hors agriculture

#### Secteurs d'activités
78 établissements sont implantés  à Labarthe-Rivière au 31 décembre 2019. Le tableau ci-dessous en détail le nombre par secteur d'activité et compare les ratios avec ceux du département,.
| Secteur d'activité                                                                                        | Commune | Commune | Département |
| Secteur d'activité                                                                                        | Nombre  | %       | %           |
| --- | ------- | ------- | ----------- |
| Ensemble                                                                                                  | 78      | 100 %   | (100 %)     |
| Industrie manufacturière, industries extractives et autres                                                | 13      | 16,7 %  | (5,7 %)     |
| Construction                                                                                              | 11      | 14,1 %  | (12 %)      |
| Commerce de gros et de détail, transports, hébergement et restauration                                    | 21      | 26,9 %  | (25,9 %)    |
| Information et communication                                                                              | 1       | 1,3 %   | (4,1 %)     |
| Activités financières et d'assurance                                                                      | 1       | 1,3 %   | (3,8 %)     |
| Activités immobilières                                                                                    | 1       | 1,3 %   | (4,2 %)     |
| Activités spécialisées, scientifiques et techniques et activités de services administratifs et de soutien | 13      | 16,7 %  | (19,8 %)    |
| Administration publique, enseignement, santé humaine et action sociale                                    | 10      | 12,8 %  | (16,6 %)    |
| Autres activités de services                                                                              | 7       | 9 %     | (7,9 %)     |

Le secteur du commerce de gros et de détail, des transports, de l'hébergement et de la restauration est prépondérant sur la commune puisqu'il représente 26,9 % du nombre total d'établissements de la commune (21 sur les 78 entreprises implantées à Labarthe-Rivière), contre 25,9 % au niveau départemental.

#### Entreprises et commerces
Les trois entreprises ayant leur siège social sur le territoire communal qui génèrent le plus de chiffre d'affaires en 2020 sont : 
- Oliveira C, activités des sociétés holding (120 k€)
- Milan, travaux de menuiserie bois et PVC (47 k€)
- Energie Du Plech, production d'électricité (4 k€)

### Agriculture
|               | 1988 | 2000 | 2010 | 2020 |
| ------------- | ---- | ---- | ---- | ---- |
| Exploitations | 33   | 20   | 9    | 6    |
| SAU (ha)      | 641  | 588  | 553  | 399  |

La commune est dans « La Rivière », une petite région agricole localisée dans le sud du département de la Haute-Garonne, constituant la partie piémont au relief plus doux que les Pyrénées centrales la bordant au sud et où la vallée de la Garonne s’élargit. En 2020, l'orientation technico-économique de l'agriculture sur la commune est l'élevage bovin, orientation mixte lait et viande. Six exploitations agricoles ayant leur siège dans la commune sont dénombrées lors du recensement agricole de 2020 (33 en 1988). La superficie agricole utilisée est de 399 ha,,.

## Culture locale et patrimoine

### Lieux et monuments
- Borne milliaire de Labarthe-Rivière, trouvée parmi les vestiges de la vieille ville. Elle est actuellement exposée aux côtés d'une autre borne au musée du Pays de Luchon, dans le château Laffont, à Bagnères-de-Luchon.
- La Tourraque ou pile romaine : monument funéraire de l'époque gallo-romaine. Classée aux monuments historiques en 1905[56]. Le Bulletin Monumental de 1898 lui donne une hauteur approximative de 10 m. Elle comporte une niche monumentale ouverte au sud, à mi-hauteur.

Il en existait une seconde à proximité, qui fut détruite lors de la construction de la ligne de chemin de fer.
- Église Saint-Julien.
- Castrum médiéval du Houcheton (partagé avec la commune d'Ardiège).
- Statue de Sainte-Catherine.
- Kiosque à musique construit en 1939[57].
- Monument aux morts.
- La halle date de 1680, elle fut reconstruite en 1883[57].
- Colonne de la République, monument commémoratif érigé à la mémoire de nos aïeux de 1789, inauguré le 14 juillet 1889[57].
- Les thermes, l'établissement est devenu une salle communale en 1987[57].

### Galerie

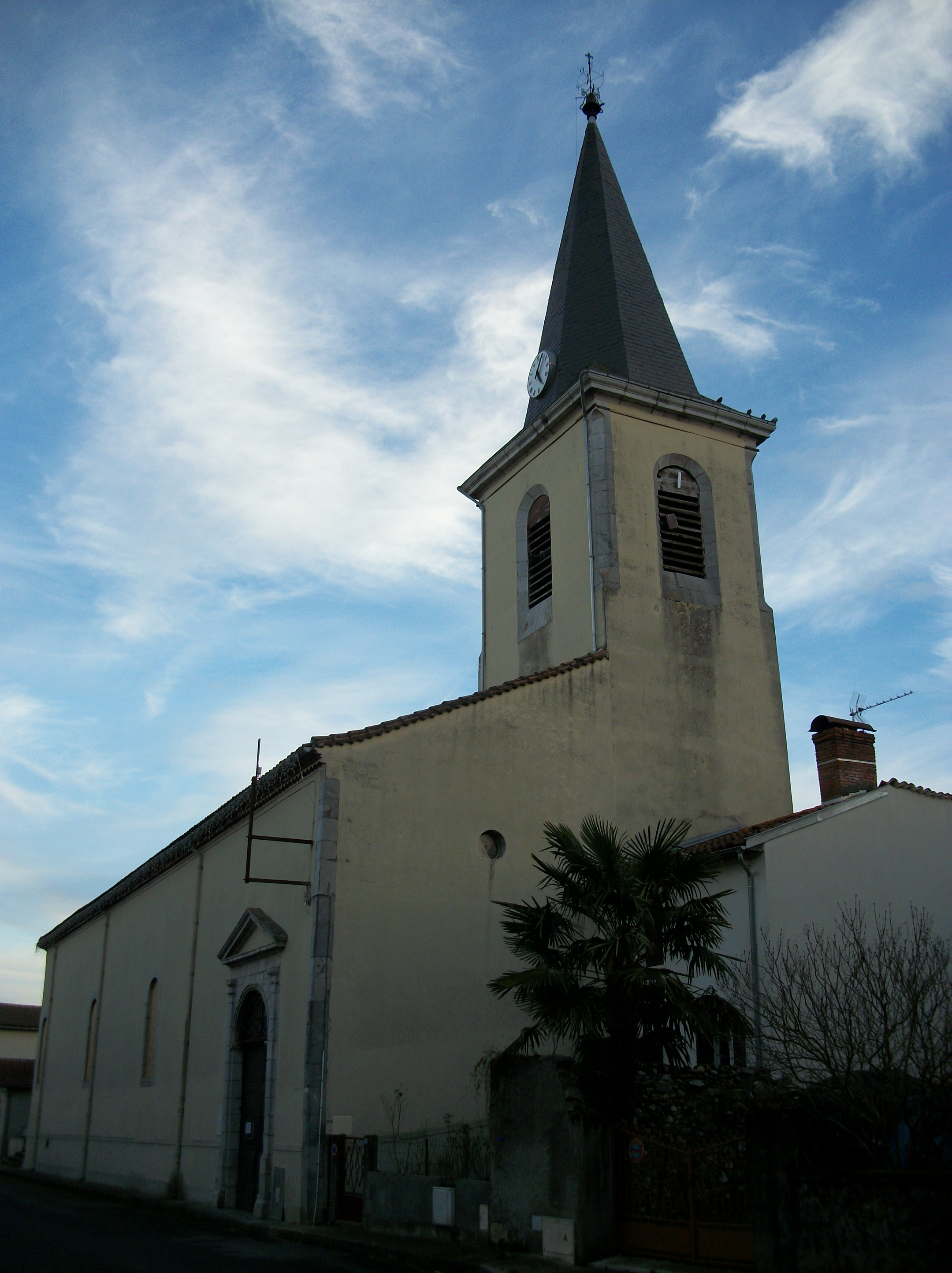
Église Saint-Julien
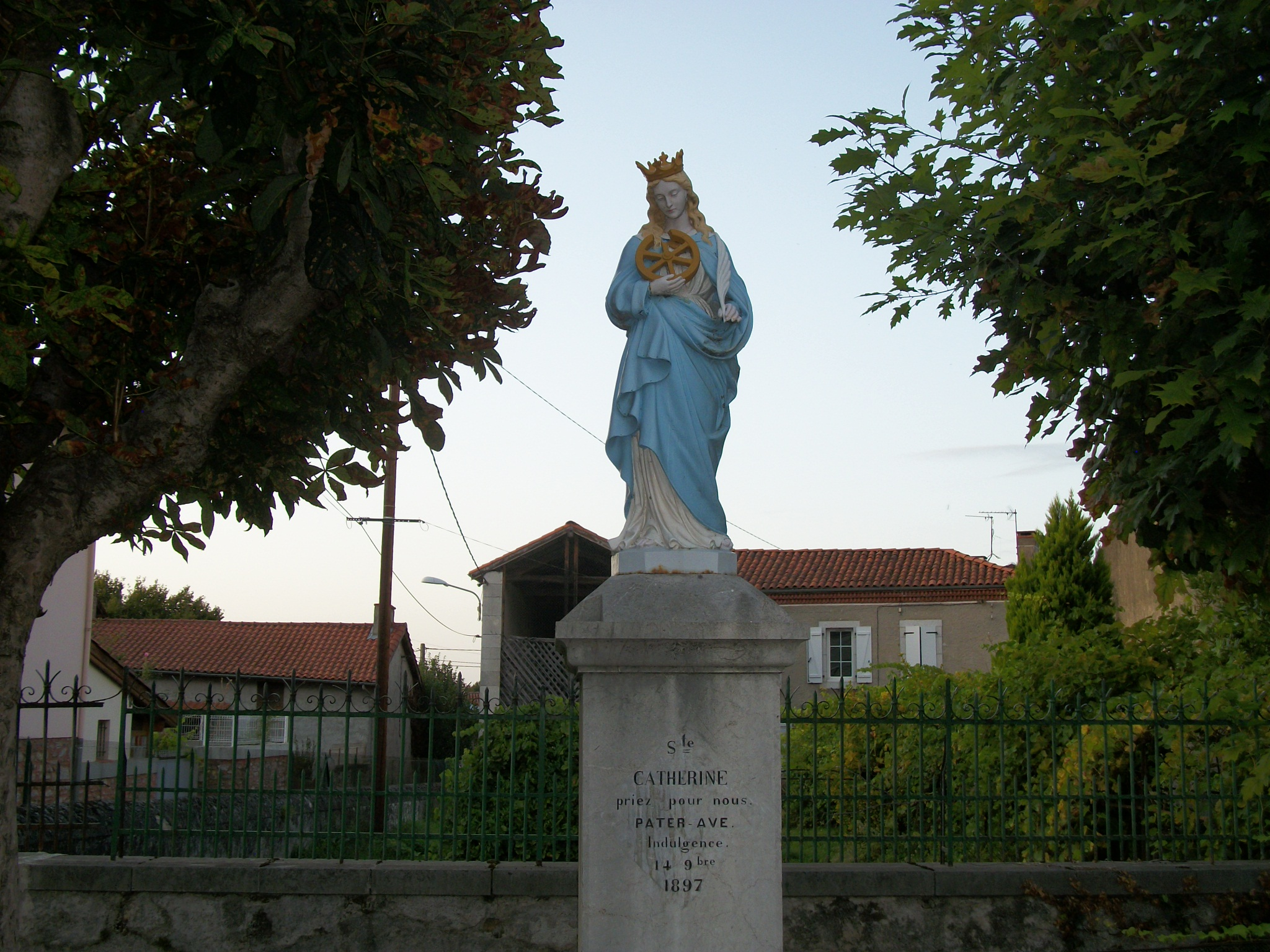
Statue de Sainte-Catherine
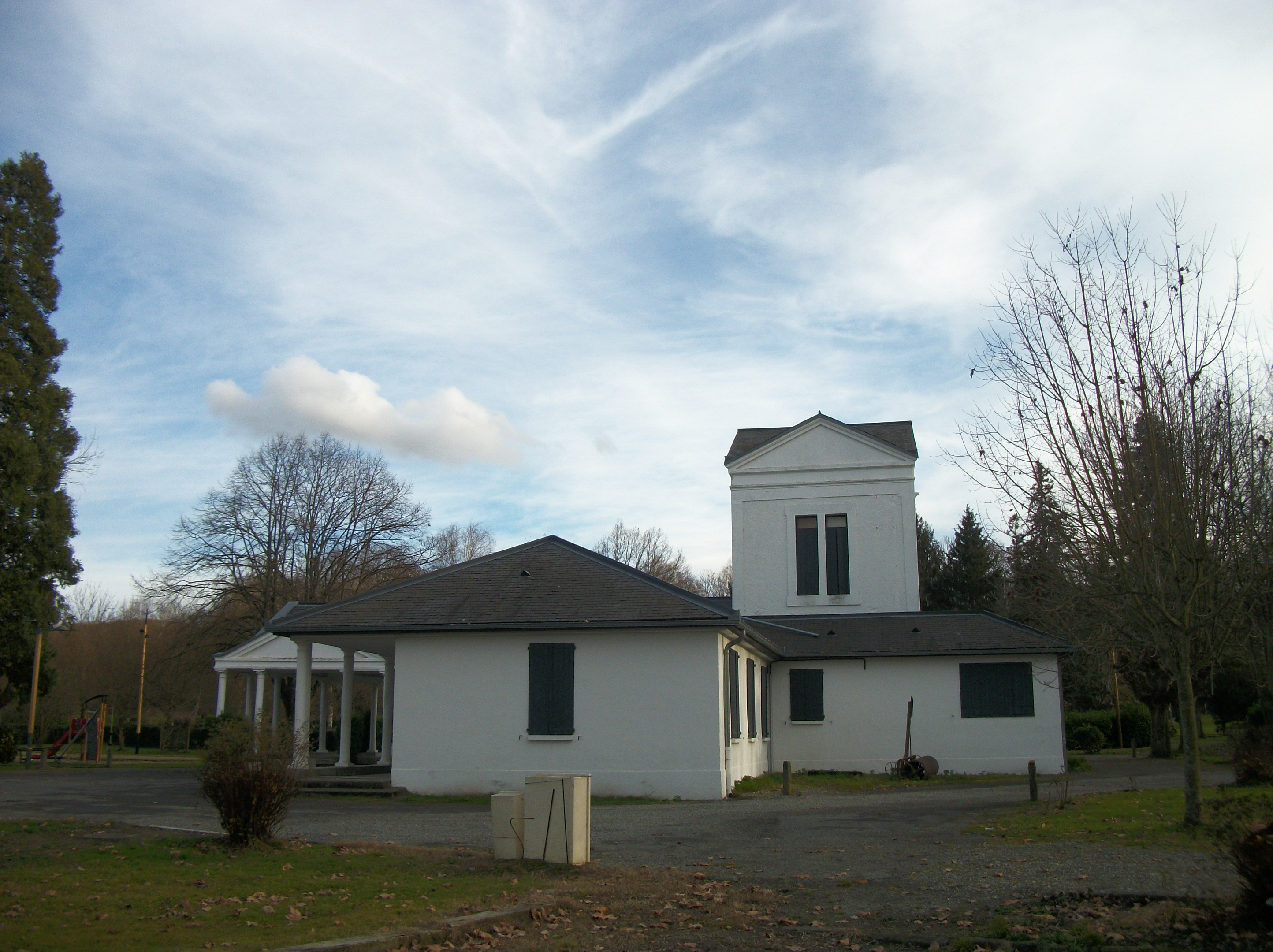
Les Thermes
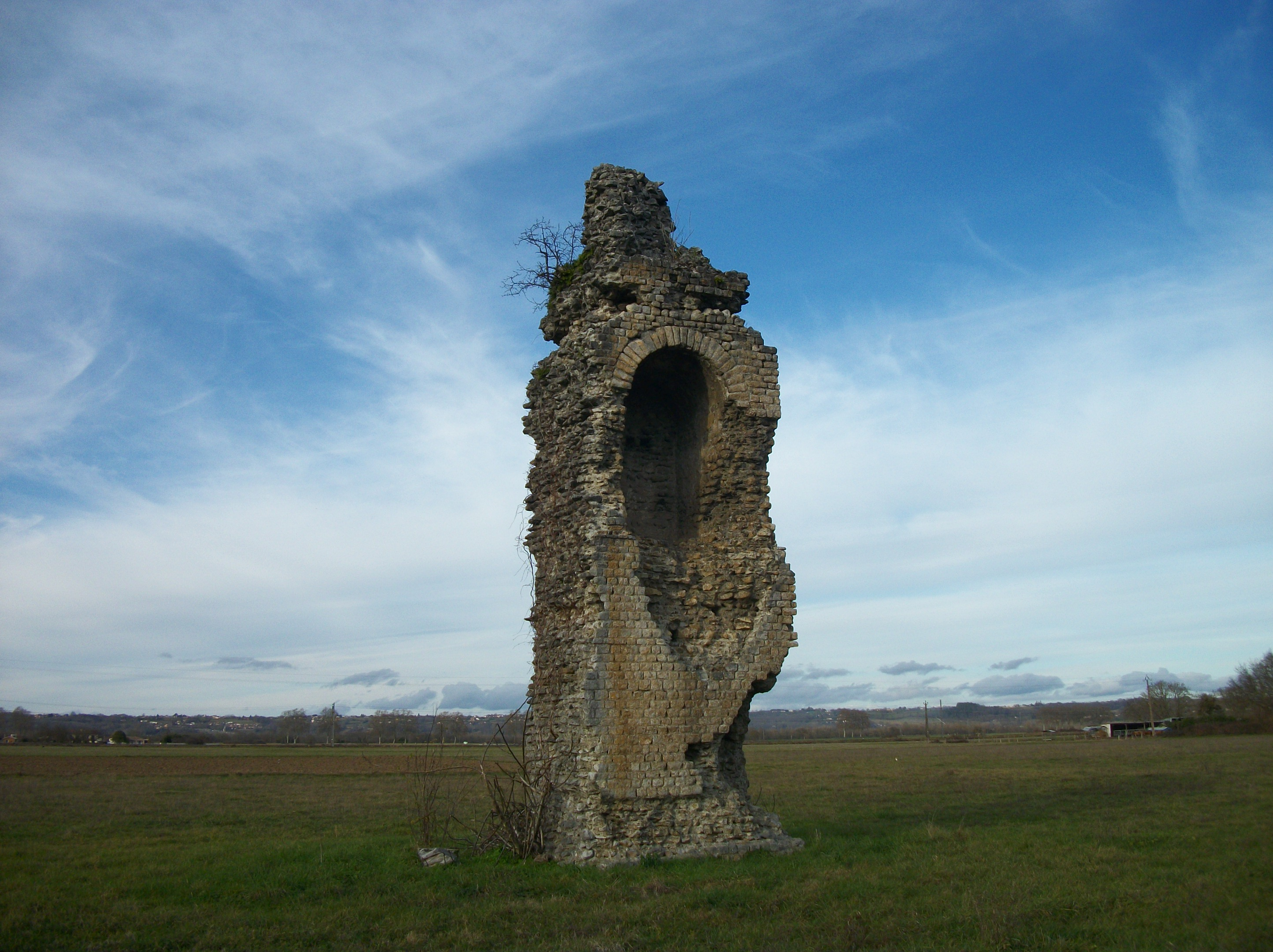
Pile romaine

### Personnalités liées à la commune
- Le journaliste Albert Londres, dont la famille paternelle était originaire de Labarthe-Rivière, au milieu du XIXe siècle[58].
- Dominique Pourtau, né à Labarthe-Rivière en 1785 et mort le 3 février 1813 lors de la célèbre bataille de San Lorenzo, en Argentine, sous les ordres du « Libertador » José de San Martín. Cette bataille fut la première de toutes celles qui allaient amener l'Argentine à son indépendance de l'empire espagnol (le 9 juillet 1816). De nombreux autres Bartains ont émigré en Argentine au cours des XIXe et XXe siècles.

### Héraldique
| Blason de Labarthe-Rivière | Blason  | D'azur à la tour d'argent, maçonnée de sable et ouverte du champ. |
| Blason de Labarthe-Rivière | Détails | Le statut officiel du blason reste à déterminer.                  |